# Głaz Honoriusza Kowalczyka
Głaz o. Honoriusza Kowalczyka – głaz pamiątkowy zlokalizowany w centrum Poznania po zewnętrznej stronie muru kościoła Dominikanów przy Alei Niepodległości 20.
Głaz upamiętnia ojca Honoriusza Kowalczyka, który w czasach stanu wojennego udzielał pomocy osobom internowanym, wspierał duszpasterstwo akademickie w mieście i działał na rzecz osób prześladowanych przez komunistów. Zginął w niewyjaśnionych do końca okolicznościach, w wypadku samochodowym w kwietniu 1983.
Pomnik posadowiony z inicjatywy Teresy Majchrzak, wykonano w formie głazu narzutowego z umieszczonymi od frontu literami z brązu. Oprócz nazwiska i dat na głazie znajdują się dwie sentencje: Dobry pasterz oddaje życie swoje za owce i Jeśli ludzie zamilkną, kamienie wołać będą. Projektantem pomnika był Józef Petruk, a wykonawcą Zakład Kamieniarski braci Grobelnych. Odsłonięcie odbyło się 22 października 2000. Inicjatorem powstania była Fundacja im. O. Honoriusza Kowalczyka, a komitetowi organizacyjnemu przewodniczył prof. Janusz Ziółkowski. Pierwotnie odsłonięcie planowano w 39 rocznicę święceń kapłańskich – 17 czerwca 2000, ale kolidowało to z terminem odsłonięcia pomnika w Wylatowie (miejsce śmierci).